# Pachyglossa
Pachyglossa (лат.) — род певчих птиц из семейства цветоедовых.

## Ареал
Род включает виды, обитающие в Южной и Юго-Восточной Азии.

## Описание
Длина тела 9–13 см; масса тела 7,5–11 г.

## Таксономия
Род был определён в 1843 году английским зоологом Эдвардом Блитом в отчёте куратора по итогам декабрьского собрания 1842 года с последующим дополнением, опубликованным в журнале The Journal of the Asiatic Society of Bengal. Типовым видом является P. melanozantha.

### Этимология
Название рода происходит от слов др.-греч. παχύς — толстый; др.-греч. γλῶσσα — язык.

### Систематика
В составе рода выделяют следующие виды:
- Pachyglossa melanozantha — Желтобрюхий цветоед
- Pachyglossa olivacea — Зеленоспинный цветосос
- Pachyglossa proprium — Серогрудый цветоед
- Pachyglossa chrysorrhea — Желтогузый цветоед
- Pachyglossa vincens — Белогорлый цветоед
- Pachyglossa agilis — Толстоклювый цветоед
- Pachyglossa everetti — Буроспинный цветоед